# Zwitserse Bondsraadsverkiezingen juli 1872
De Zwitserse Bondsraadsverkiezingen van juli 1872 vonden plaats op 12 juli 1872, volgend op het ontslag van zittend Bondsraadslid Jakob Dubs. Johann Jakob Scherer werd als nieuw lid van de Bondsraad verkozen.

## Verloop van de verkiezingen
Bondsraadslid Jakob Dubs kondigde in mei 1872 zijn vertrek uit de Bondsraad aan. Op 12 juli 1872 kwam de Bondsvergadering samen om een opvolger voor Dubs te benoemen. Johann Jakob Scherer, op dat moment lid van de Nationale Raad, werd na vier stemrondes verkozen als Bondsraadslid met 91 op 147 geldige stemmen. Net zoals zijn voorganger was hij afkomstig uit het kanton Zürich.

## Resultaten
| Kandidaten                | Kandidaten                | 4e ronde |
| ------------------------- | ------------------------- | -------- |
|                           | Johann Jakob Scherer      | 91       |
|                           | Fridolin Anderwert        | 52       |
| Andere                    | Andere                    | 4        |
| Uitgedeelde stembiljetten | Uitgedeelde stembiljetten | 154      |
| Ingevulde stembiljetten   | Ingevulde stembiljetten   | 151      |
| Blancostemmen             | Blancostemmen             | 4        |
| Ongeldige stemmen         | Ongeldige stemmen         | 0        |
| Geldige stemmen           | Geldige stemmen           | 147      |
| Absolute meerderheid      | Absolute meerderheid      | 74       |